# Residenze sabaude in Piemonte
Le residenze sabaude in Piemonte sono l'insieme degli edifici residenziali dei Savoia a Torino e dintorni, molti dei quali iscritti nella Lista del Patrimonio Mondiale dell'UNESCO.

## Storia
L'origine del sistema delle residenze sabaude risale al 1563 quando il duca Emanuele Filiberto di Savoia, a seguito della Pace di Cateau-Cambrésis decise di trasferire la capitale del Ducato a Torino.
Cominciò quindi nel XVI secolo a commissionare il rifacimento di antichi castelli (anche di epoca romana) e la costruzione di nuove residenze, delizie e capricci, nella cintura verde che circonda la capitale di quello che sarebbe diventato il Regno di Sardegna. Fu allora che iniziò a prefigurarsi quello che i successori trasformarono in un vero e proprio progetto di pianificazione territoriale per il quale alla creazione del sistema di residenze, che contribuì a dare a Torino e ai suoi dintorni un'impronta barocca, si accompagnò la ridefinizione del tracciato stradale e delle rotte di caccia.
Questo progetto di riorganizzazione complessiva del territorio, sviluppato in particolare tra il XVII secolo e il XVIII secolo, ebbe anche una valenza simbolica, volta a celebrare il potere assoluto dei Savoia con la creazione di una zona di comando nella capitale, dove il potere accentrato veniva esercitato nelle sue forme politiche, amministrative e culturali, facilmente raggiungibile da tutto il territorio circostante mediante il rinnovato sistema viario.
Nel 1997 molti di questi beni sono stati inseriti nella Lista del Patrimonio Mondiale dell'UNESCO e spiccano per la bellezza e particolarità, costruiti in una miscela tra lo stile manieristico e il trionfante barocco piemontese: gioielli progettati o rimaneggiati da architetti del calibro di Amedeo e Carlo di Castellamonte, Filippo Juvarra, Guarino Guarini e Pelagio Palagi. Nel 2010 tale elenco è stato integrato creando o estendendo alcune zone cuscinetto, i cui perimetri includono parchi, giardini e centri storici cittadini.
«Il palazzo Reale con gli edifici della “zona di comando” ed il complesso delle residenze extraurbane per la villeggiatura e la caccia costituiscono un bene culturale di valore universale, testimonianza materiale del ruolo primario attribuito all’urbanistica e all’architettura dalla casa reale dei Savoia, a supporto dell’impegno politico e militare che la porterà, nel giro di tre secoli, dal Ducato di Savoia al trono del Regno d’Italia.»
Il parere dell’ICOMOS (International council on monuments and sites) fu pienamente accolto dal comitato del Patrimonio Mondiale dell’Unesco e le residenze sabaude furono iscritte alla Lista nel 1997.
Nel 2017 è stato costituito il Consorzio delle Residenze Reali Sabaude, composto da Ministero della cultura, Regione Piemonte, città di Venaria Reale, Fondazione Compagnia di San Paolo e Fondazione 1563 per l'arte e la cultura, col fine di porre le basi per l'avvio e lo sviluppo del Circuito delle Residenze Reali.

## Siti

Logo del circuito fino al 2022

### Patrimonio dell'umanità
I seguenti siti fanno parte del sistema delle residenze sabaude dichiarato Patrimonio dell'umanità dall'UNESCO

#### A Torino
- Zona di comando, comprendente:
  - Palazzo Reale di Torino
  - Palazzo Chiablese
  - Biblioteca Reale
  - Armeria Reale
  - Facciata del Teatro Regio
  - Palazzo della Prefettura (ex-Regie Segreterie di Stato)
  - Cavallerizza Reale
  - Regia Zecca - attuale Questura in via Verdi
  - Archivio di Stato di Torino (ex-archivio di Corte)
  - Accademia Reale di Torino (ex-Accademia Militare)
- Palazzo Madama
- Palazzo Carignano
- Villa della Regina
- Castello del Valentino

#### Fuori Torino
- Castello di Moncalieri (TO)
- Palazzina di caccia di Stupinigi a Nichelino (TO)
- Reggia di Venaria Reale (TO)
- Castello della Mandria a Venaria Reale (TO)
- Castello di Rivoli (TO)
- Castello Ducale di Agliè (TO)
- Castello Reale di Racconigi (CN)
- Castello di Pollenzo a Bra (CN)
- Castello di Govone (CN)

### Altri siti
I seguenti siti non sono compresi nella lista dell'UNESCO:
- Castello Cavour di Santena (TO)
- Castello della Contessa Adelaide a Susa (TO)
- Reggia di Valcasotto a Garessio (CN)
- Basilica di Superga a Torino
- Santuario di Oropa a Biella
- Santuario di Vicoforte (CN)

## Galleria d'immagini

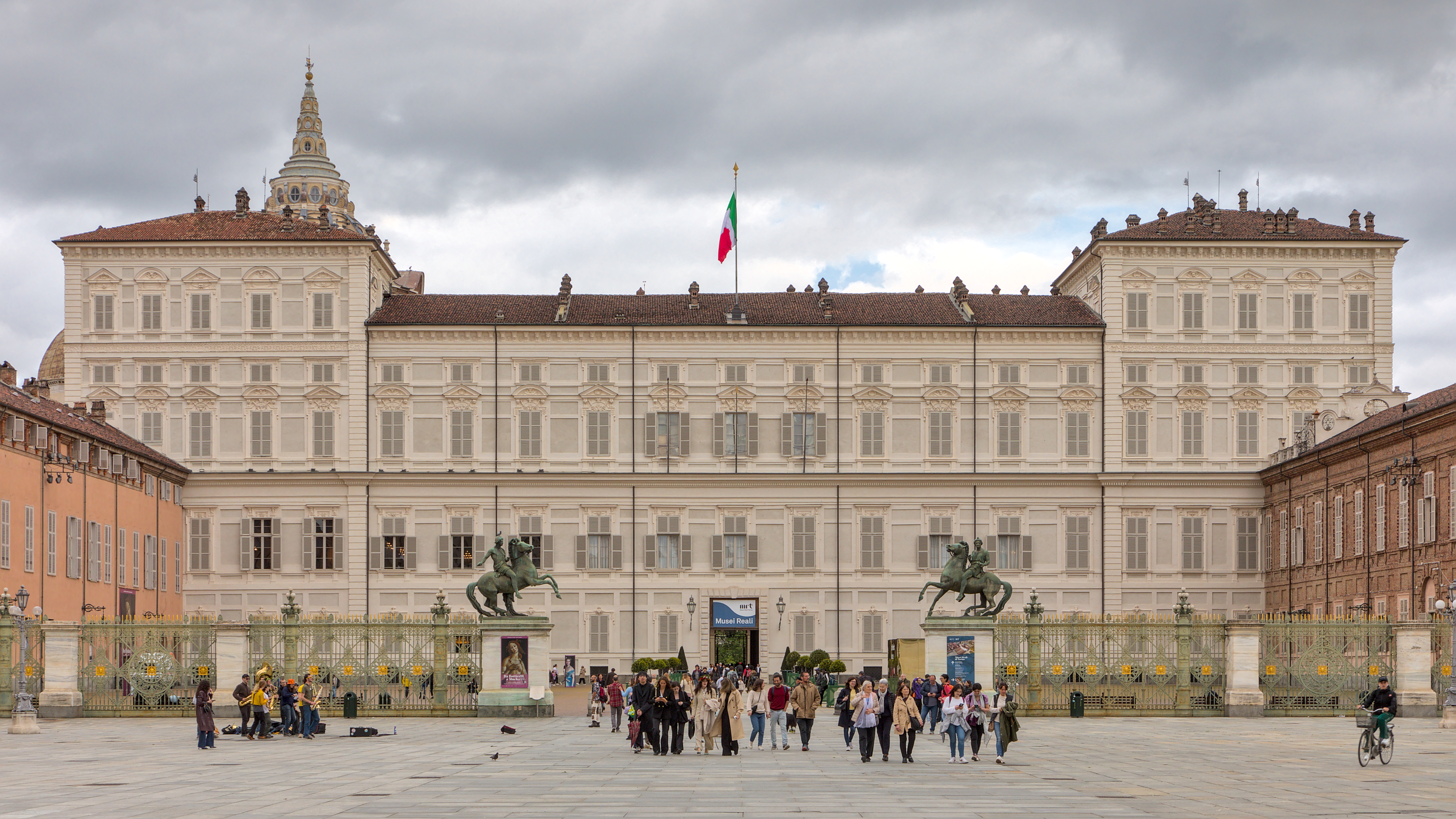
Palazzo Reale
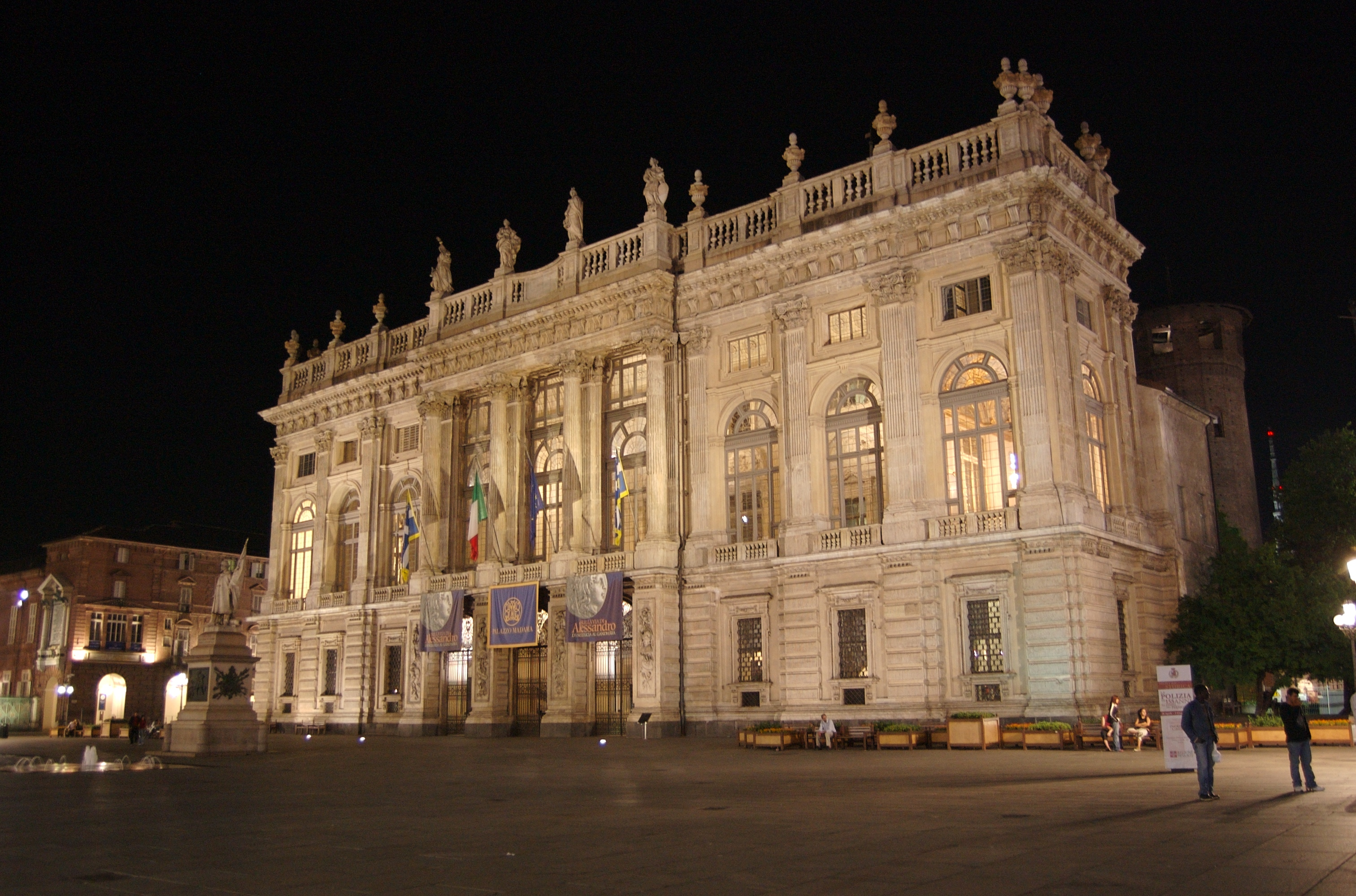
Palazzo Madama
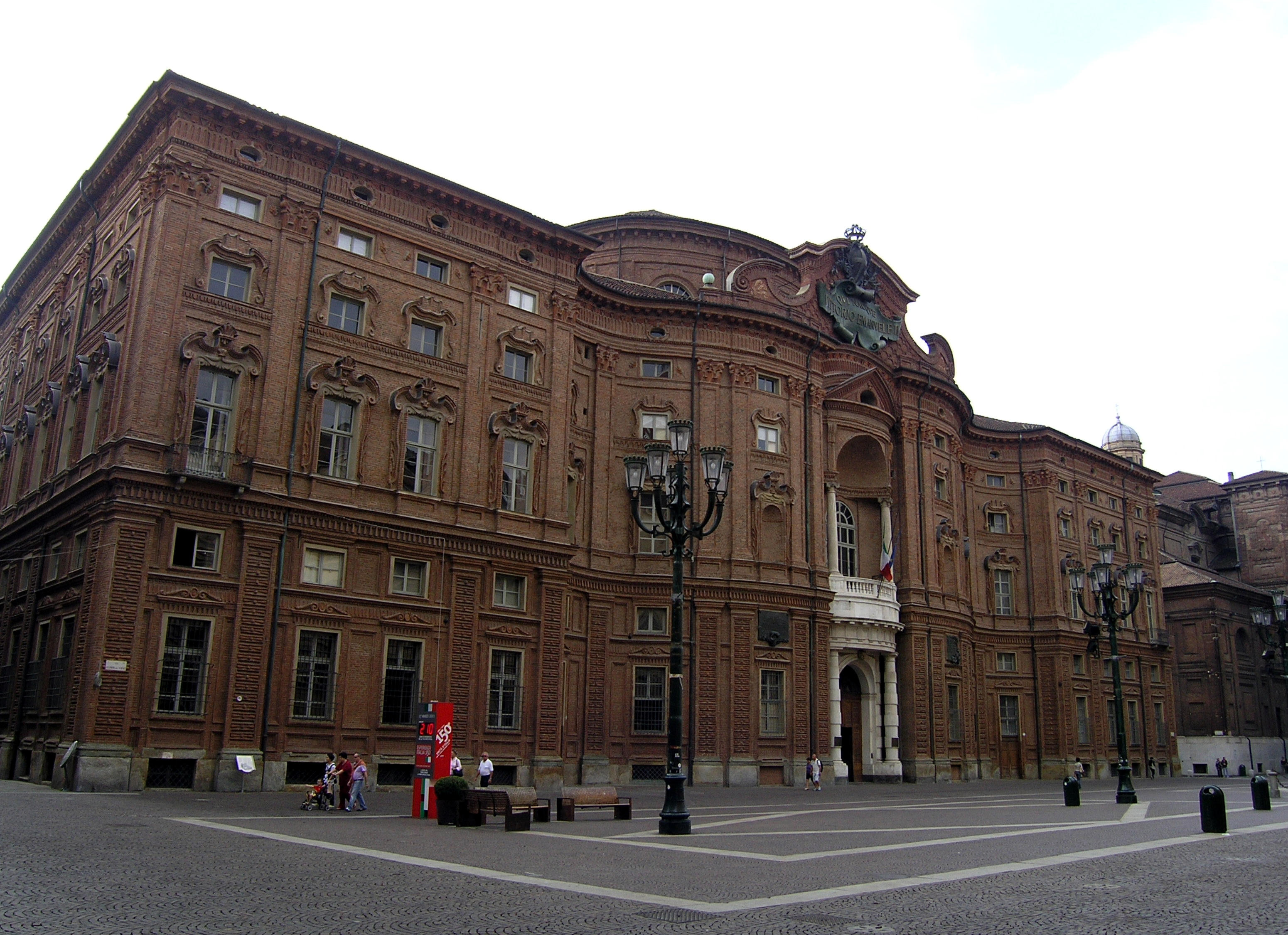
Palazzo Carignano Facciata del Guarini vista dall'omonima piazza
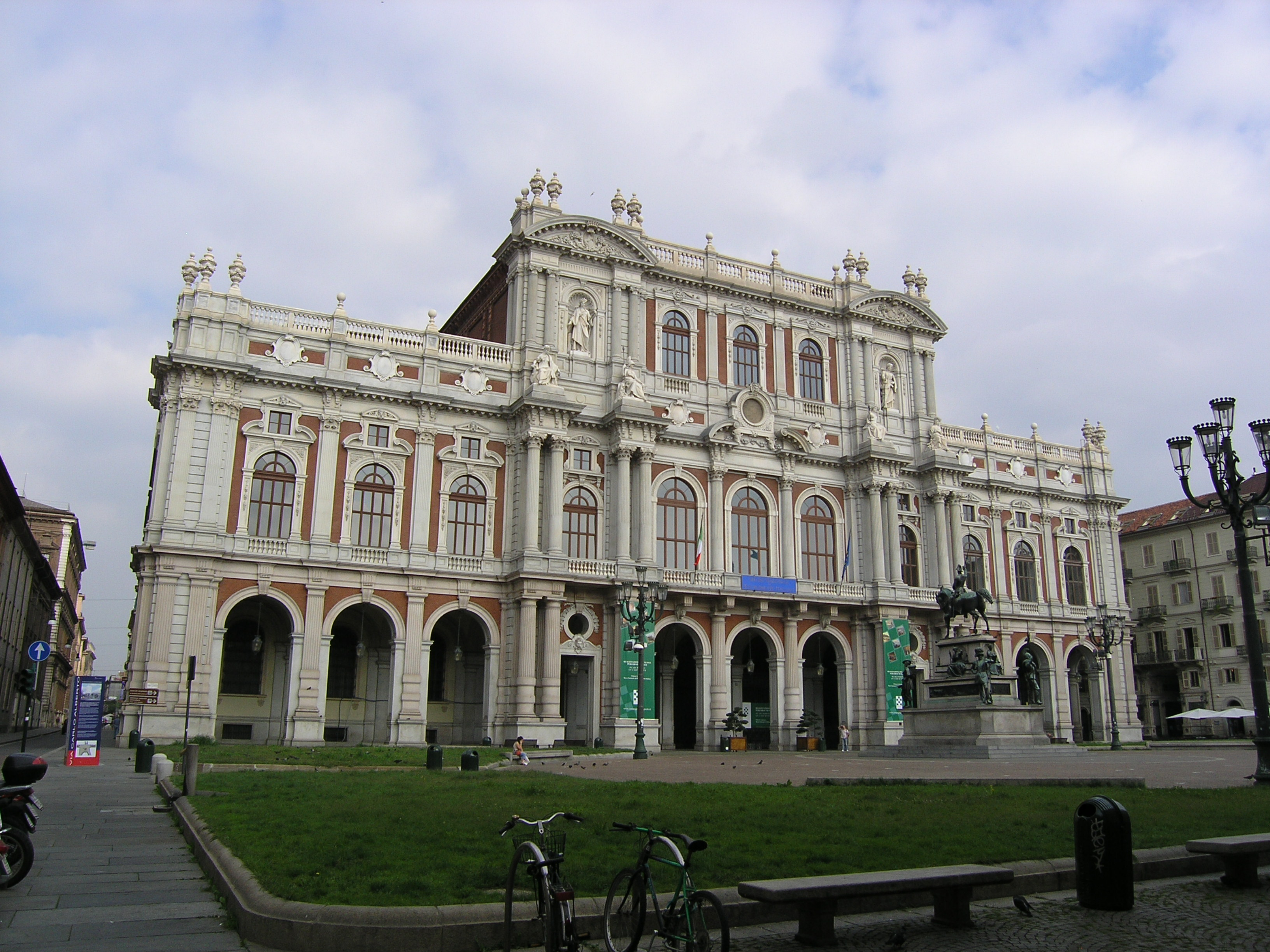
Palazzo Carignano Facciata del cortile interno, oggi Piazza Carlo Alberto
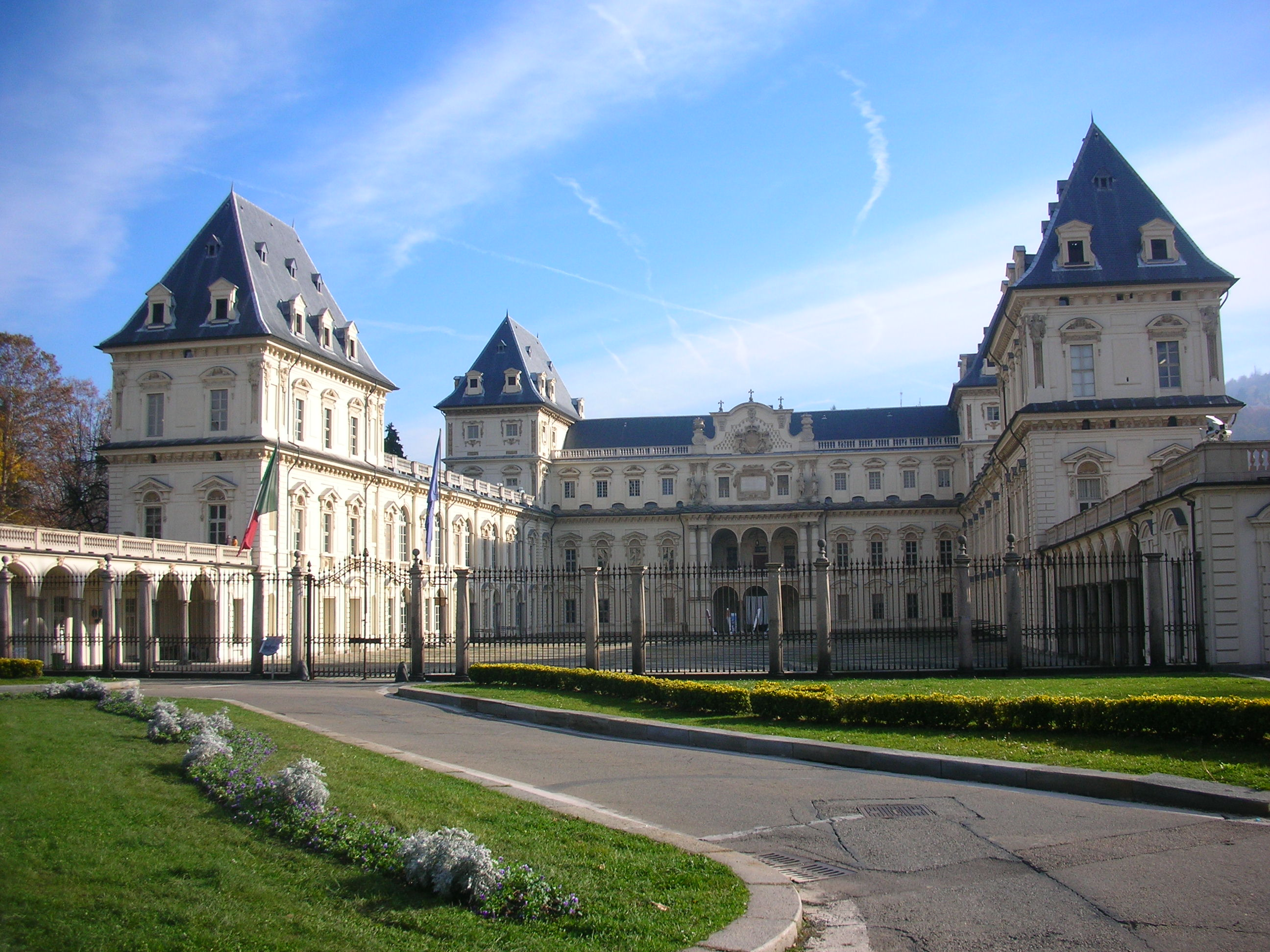
Castello del Valentino
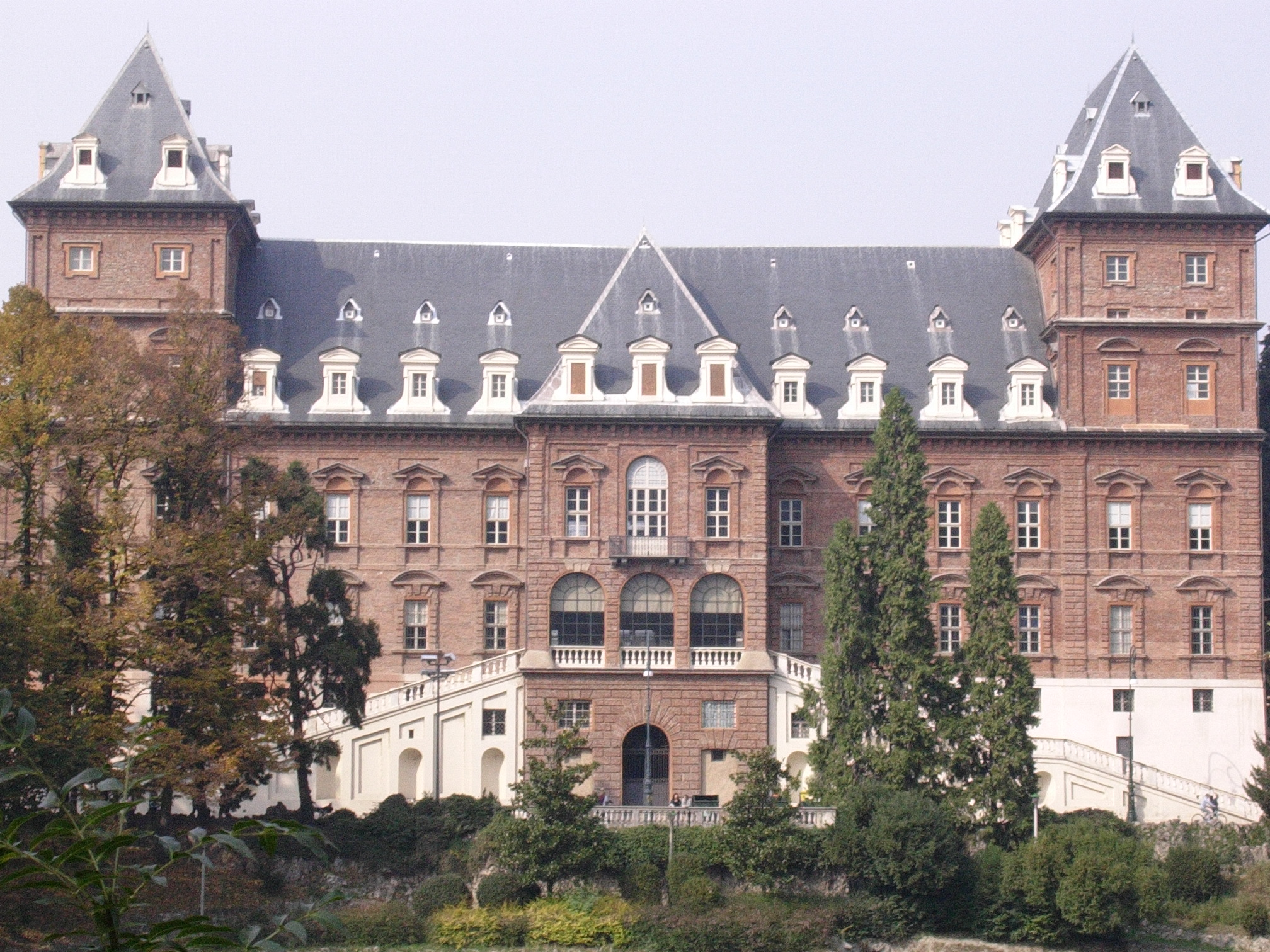
Castello del Valentino Il castello visto dal Po
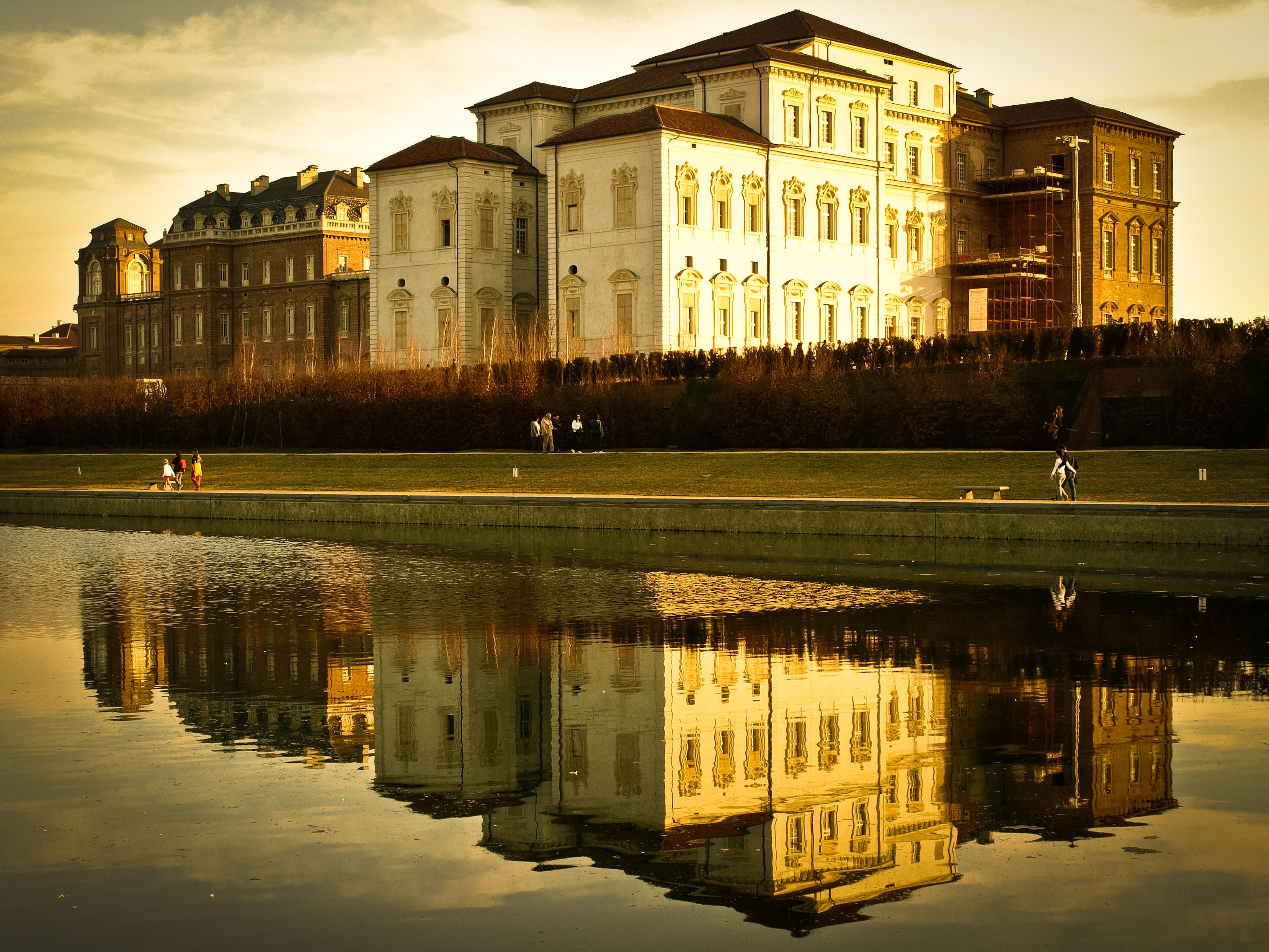
Reggia di Venaria Reale
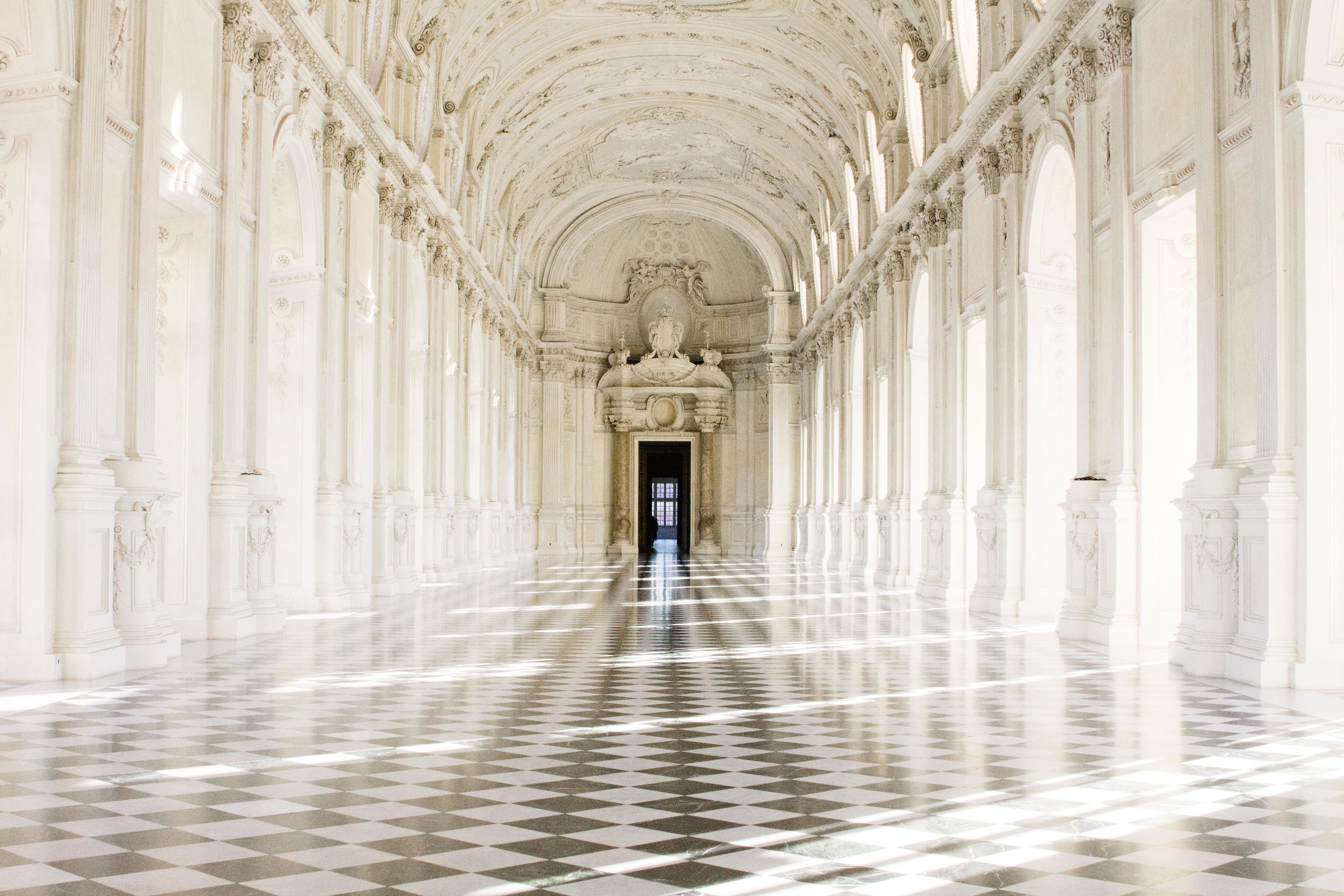
Reggia di Venaria Reale La grande galleria
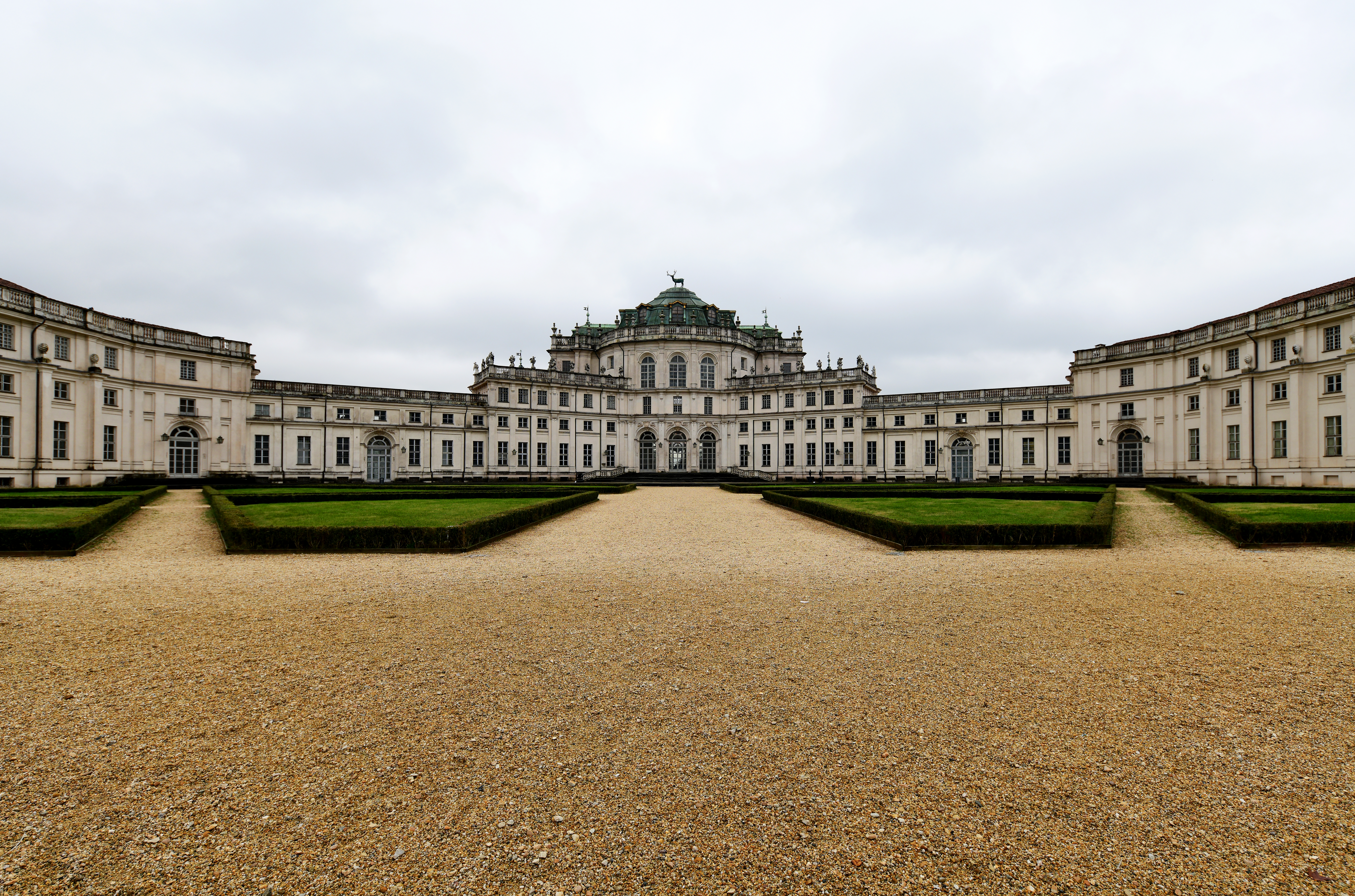
Palazzina di caccia di Stupinigi
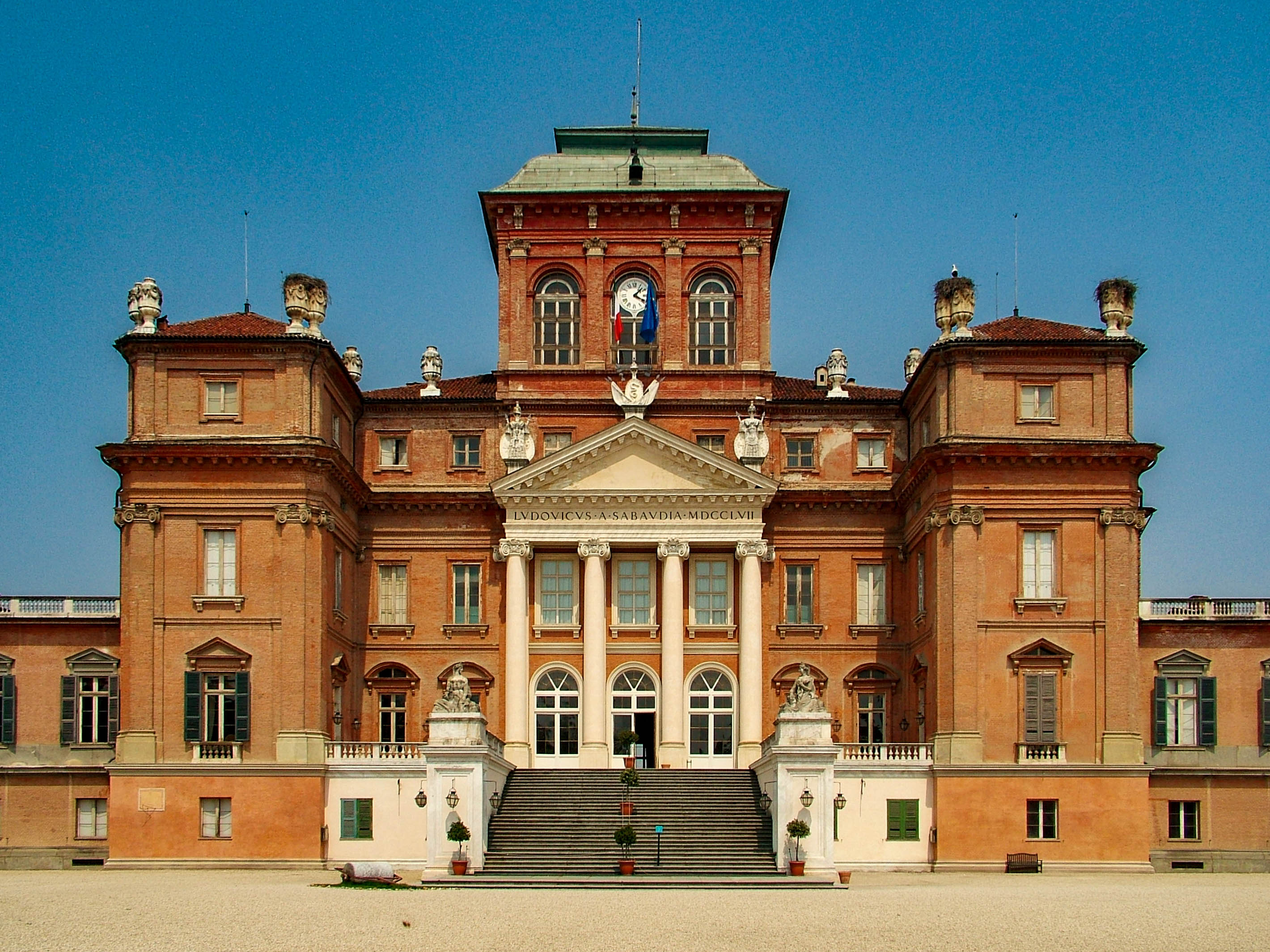
Castello Reale di Racconigi
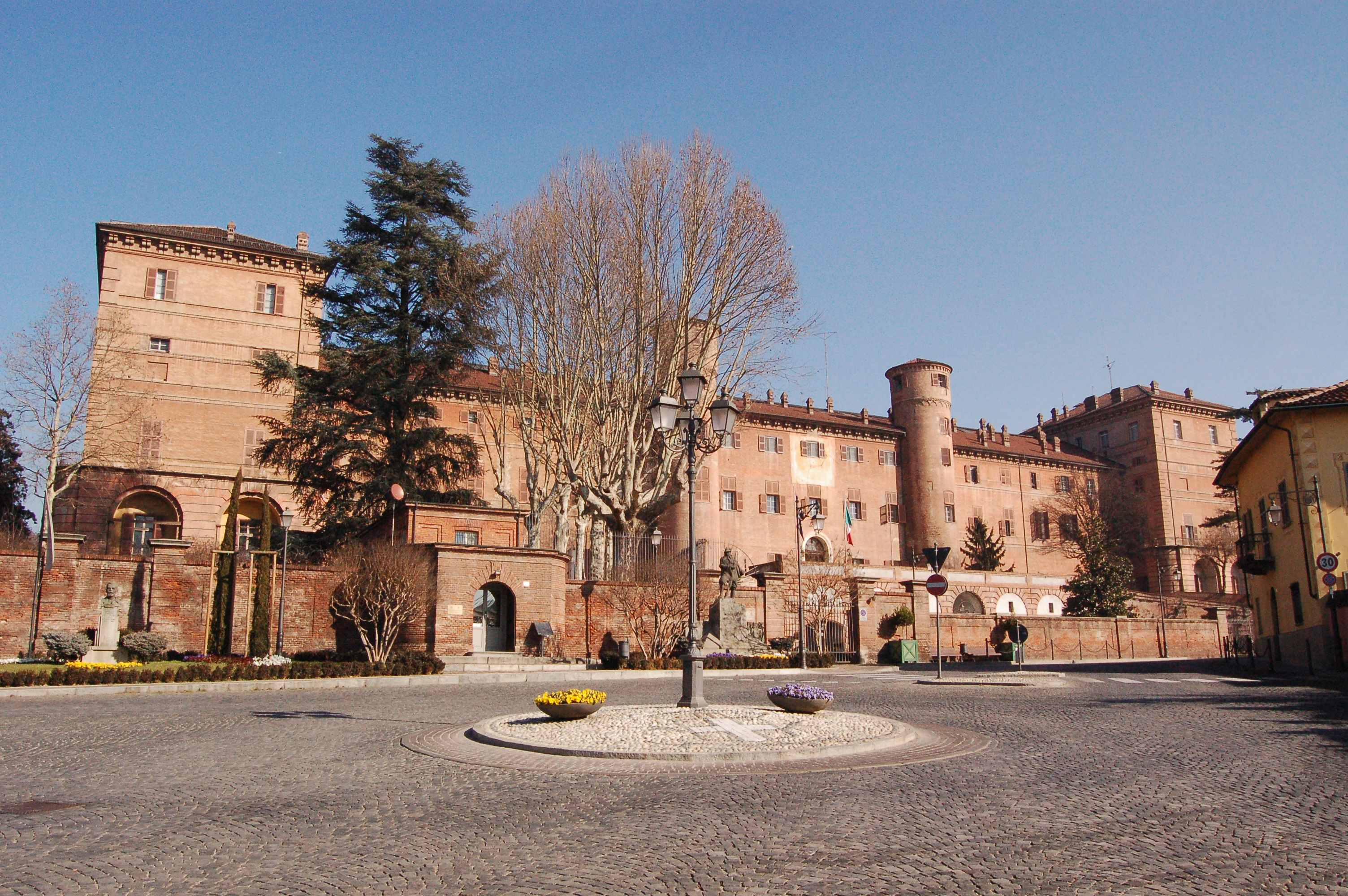
Castello di Moncalieri
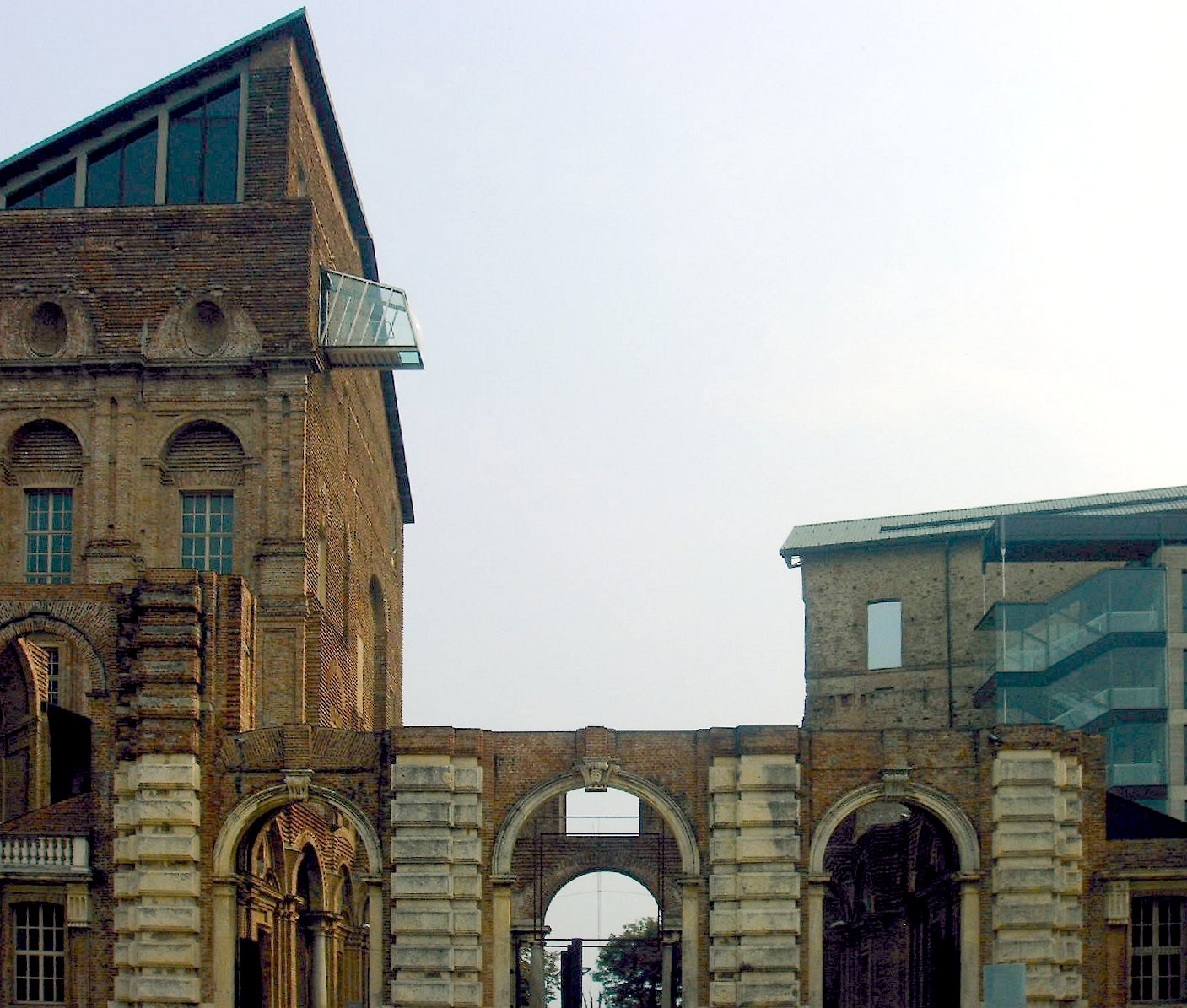
Castello di Rivoli
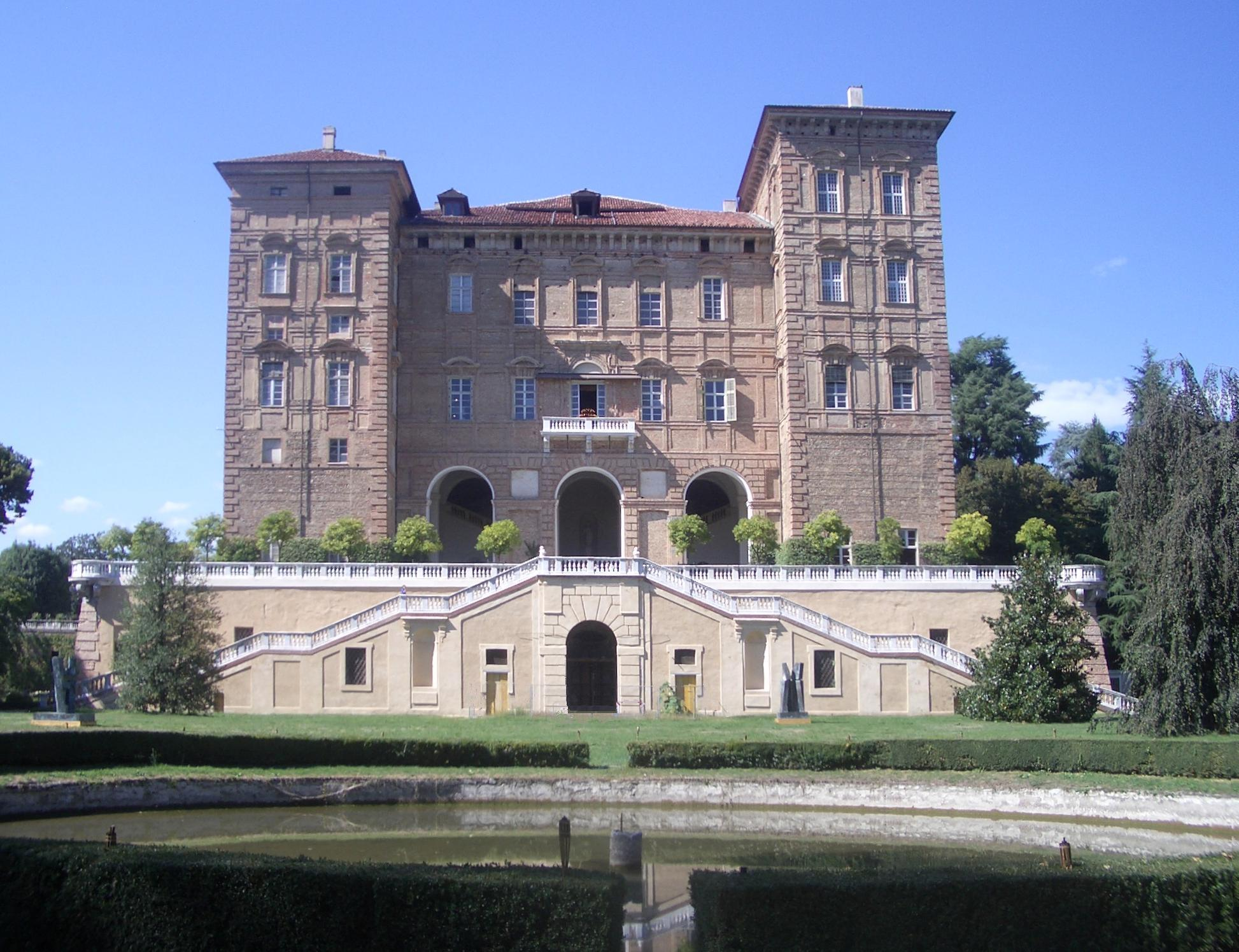
Castello ducale di Agliè
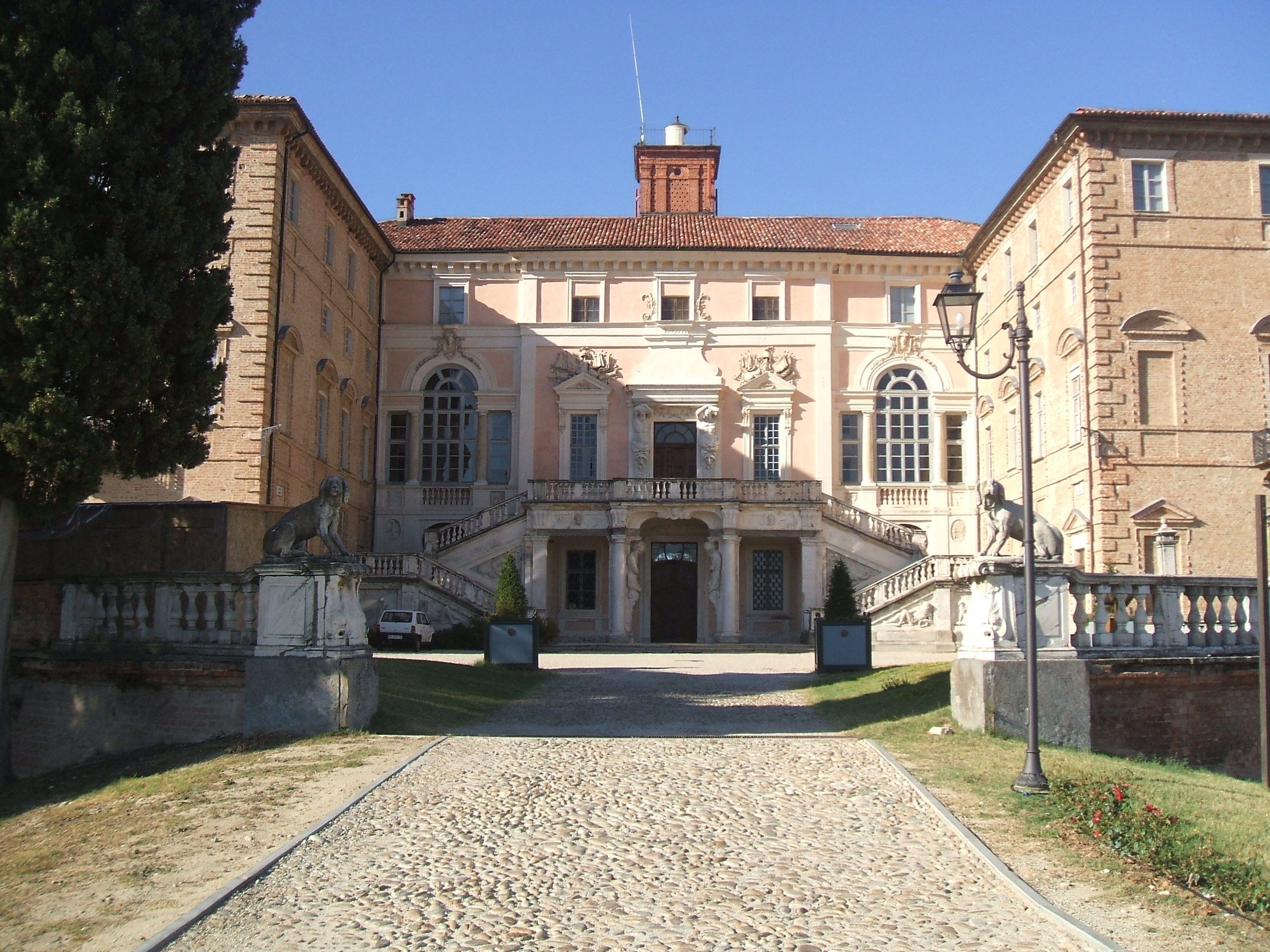
Castello di Govone
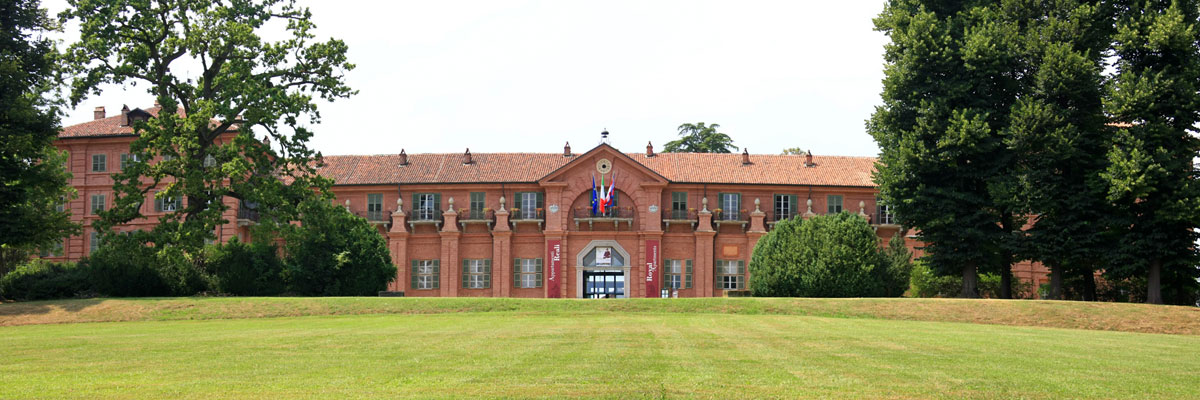
Borgo Castello nel parco de La Mandria